# 1873年最高司法院法令
《1873年最高司法院法令》（英語：Supreme Court of Judicature Act 1873）是英國國會於1873年制定的司法體系法令。該法律除了進一步確定司法上訴制度外，也設立了皇座法庭、大法官法庭、民事法庭、財政法庭與遺囑婚姻海事法庭。此一組織法為現代司法法庭設置的濫觴。